# Емблема Співдружності Незалежних Держав
Емблема Співдружності Незалежних Держав (рос. Эмбле́ма Содру́жества Незави́симых Госуда́рств) — один з офіційних символів СНД, поряд з прапором. Затверджено 18 січня 1996 року.

## Опис
|  | Співдружність Незалежних Держав (далі — Співдружність) має свою емблему (далі — емблема СНД), композицію якої складає обрамлений круг синього кольору, що містить зображення фігури білого кольору з вертикальних смуг, що переходять у верхній частині цієї фігури симетрично вправо і вліво в концентричні кільцеподібні елементи. Останні розширюються вгору і закруглені, їх довжина та ширина зменшуються від центру симетрії до периферії. У верхній частині композиції зображено золоте коло, що охоплюється кільцеподібними елементами. |

Композиція символізує прагнення до рівноправного партнерства, єдності, миру та стабільності. Відтворення зображення емблеми СНД допускається в кольоровому та одноколірному варіанті (синій, чорний), а також об'ємному варіанті.
Рішення не підписано Узбекистаном та Україною.

## Історія
28 жовтня 1994 року, постановою Ради Міжпарламентської Асамблеї держав-учасниць СНД «Про проекти положень про прапор та емблему Співдружності Незалежних Держав», було схвалено проект Положення про прапор та емблему: « обрамлене коло синього кольору, що містить зображення білої фігури у верхній частині цієї фігури (симетрично вправо та вліво) у концентричні кільцеподібні елементи. Останні розширюються вгору і закруглені, їх довжина та ширина зменшуються від центру симетрії до периферії. Вони охоплюють коло золотого кольору, що у верхній частині композиції. Композиція символізує прагнення єдності, миру та стабільності».
3 травня 1995 року, постановою Міжпарламентської Асамблеї держав-учасниць СНД «Про Положення про прапор Співдружності Незалежних Держав та Положення про емблему Співдружності Незалежних Держав», були схвалені Положення про прапор та емблему. Опис емблеми набрало теперішнього вигляду.
18 січня 1996 р. рішенням Ради глав держав СНД було затверджено положення про емблему СНД.